# Henning Gantriis
Henning Hauge Gantriis (født 1. februar 1918 i Lemvig, død 17. december 1989) var en dansk tegner, kendt for tegneserien "Livets gang i Lidenlund" som han skabte i 1953. Gantriis var tilknyttet Politiken fra 1950 som vittighedstegner. 